# Aurélie Fanchette
Aurélie Fanchette (sinh ngày 20 tháng 9 năm 1997 ) là một vận động viên bơi lội người Seychelles đã tham gia Thế vận hội Mùa hè 2012 khi cô mới 14 tuổi.

## Cuộc sống cá nhân
Fanchette sinh ngày 20 tháng 9 năm 1997 tại Victoria, Seychelles. Cô theo học trường quốc tế Seychelles, nơi cô đã giành chiến thắng giải thưởng môn học năm 13 cho nghiên cứu kinh doanh.

## Sự nghiệp bơi lội
Fanchette, tham gia thường xuyên tại các cuộc thi bơi ở Seychelles, và tại trường của cô, cô lựa chọn hai bể bơi để đào tạo, bể 25m và bể Olympic 50m.
Sự kiện quốc tế lớn đầu tiên của cô là Giải vô địch thể thao dưới nước thế giới năm 2011 tại Thượng Hải, Trung Quốc, khi chỉ mới 13 tuổi, cô đã thi đấu ở nội dung 200 mét tự do của nữ và đứng thứ 48 trên 49, cô cũng thi đấu ở nội dung 200 mét trong đó cô đã hoàn thành vị trí thứ 39 
Sau đó vào năm 2012, cô cũng đã tham dự Giải vô địch bơi lội thế giới FINA 2012 (25 m) được tổ chức tại Istanbul, Thổ Nhĩ Kỳ.
Fanchette đứng thứ ba chung cuộc tại Giải vô địch mở rộng Shrone Austin Victoria với 72 điểm. Fanchette cũng là người tham gia một cuộc thi Iron Woman gần đây liên quan đến bơi lội, chèo thuyền và chạy. Cô đã giành chiến thắng cùng với hai vận động viên bơi lội trẻ khác, Clara Omath và Felicity Passon với thời gian 20 phút, 40,3 giây.
Fanchette là một trong hai thành viên đại diện tham gia Thế vận hội Mùa hè 2012, cô đã hoàn thành chung cuộc vị trí thứ 35 ở nội dung 200 mét tự do của Phụ nữ và không thể lọt vào bán kết mặc dù cô đã bơi tốt với thành tích cá nhân của mình là 2: 23,49, chậm hơn 27 giây của Federica Pellegrini nóng lên. Mới chỉ 14 tuổi, Fanchette là một trong những đối thủ cạnh tranh trẻ nhất tại Thế vận hội.